# Artur Augusto da Silva
Artur Augusto da Silva (Illa Brava, 14 d'octubre de 1912 - Bissau, 11 de juliol de 1983) fou un advocat, periodista i escriptor capverdià.

## Biografia
Als 8 anys es va traslladar amb els seus pares a Farim, a la Guinea Portuguesa. Fou alumne del Liceu Camões i en 1932 començà a estudiar dret a Lisboa. Influït políticament per Álvaro Cunhal, va dirigir la revista Momento, on es va proposar amb altres joves autor obrir una "tribuna lliure" on discutir lliurement. Fou amic de Fernando Pessoa, qui li va dedicir el llibre Mensagem. El 1936 va treure la revista "Cartaz" amb el seu amic Thomaz de Mello, i també va contribuir a Claridade publicant articles, reportatges, organitzant exposicions d'art modern i promovent conferències culturals a diversos centres culturals de Portugal.
En 1938 es llicencià en dret. De 1939 a 1941 va treballar com a secretari del governador general de l'Àfrica Occidental Portuguesa. De 1941 a 1949 va exercir com a advocat a Lisboa, Alcobaça i Porto de Mós. L'octubre de 1945 va crear el grup Movimento de Unidade Democrática, il·legalitzat pel govern de Salazar en 1947. En 1949 fou repressaliat per la PIDE com a sospitós de pertànyer al Partit Comunista Portuguès. Aleshores marxà a la Guinea Portuguesa, on treballà com a advocat, notari i substitut del Delegat del Procurador de la República. També fou membre del Centro de Estudos da Guiné, on va fer gran amistat amb Amílcar Cabral.
Durant els anys seixanta va visitar diversos països africans i defensà presos polítics en 61 judicis, especialitzant-se en acusar la PIDE de fabricar proves falses. En 1966 fou detingut per la PIDE a l'aeroport de Lisboa. Uns mesos més tard fou alliberat per intervenció de Marcelo Caetano, però li prohibiren tornar a Guinea. Va fixar la seva residència a Lisboa, i el 1967 va treballar com a advocat d'una companyia d'assegurances.
En 1976 fou convidat pel president de Guinea Bissau Luís Cabral per treballar com a jutja al Tribunal Suprem de Justícia, alhora que impartia classes de dret consuetudinari a l'Escola de Dret de Bissau. Va morir a Bissau en 1983.

## Obres
- 1931 - Mais Além (poesia)
- 1933 - Sensuais / Helena Maria, com o pseudónimo Júlia Correia da Silva (poesia)
- 1934 - Romance de Inês de Castro (narració)
- 1935 - Imagem: ensaios críticos
- 1935 - Viagem quase romântica (poemes)
- 1937 - António Soares
- 1938 - Jorge Barradas
- 1938 - O anel do amor : Siguefredo, Inês, Tristão e Iseu
- 1939 - Caminhos do mundo : crónicas de viagem
- 1939 - A moderna poesia Brasileira
- 1941 - A grande aventura (narració)
- 1944 - João Carlos: um artista do livro
- 1954 - Ensaio de estudo da introdução na Guiné das Cooperativas Agrícolas, Boletim Cultural da Guine
- 1954 - O direito Penal entre os Fulas da Guiné, 1954
- 1955 - Direito de Família e de Propriedade entre os Fulas da Guiné
- 1956 - Arte Nalu
- 1958 - Usos e costumes jurídicos dos Fulas da Guiné Portuguesa
- 1959 - Apontamentos sobre as populações oeste-africanas segundo os autores portugueses dos séculos XVI e XVII
- 1960 - Usos e costumes jurídicos dos Felupes da Guiné
- 1963 - Pequena Viagem através da África
- 1963 - Legislação do trabalho em vigor na Guiné
- 1966 - E depois não acreditam que ha bruxas ... alegações
- 1969 - Usos e costumes jurídicos dos Mandingas
- 2005 - Poemas – e o Poeta pegou num pedaço de papel e escreveu, Instituto Camões
- 2006 - O Cativeiro dos Bichos